# Goalpara
Goalpara è una suddivisione dell'India, classificata come municipal board, di 48.911 abitanti, capoluogo del distretto di Goalpara, nello stato federato dell'Assam. In base al numero di abitanti la città rientra nella classe III (da 20.000 a 49.999 persone).

## Geografia fisica
La città è situata a 26° 10' 0 N e 90° 37' 0 E e ha un'altitudine di 34 m s.l.m.

## Società

### Evoluzione demografica
Al censimento del 2001 la popolazione di Goalpara assommava a 48.911 persone, delle quali 25.240 maschi e 23.671 femmine. I bambini di età inferiore o uguale ai sei anni assommavano a 6.008, dei quali 3.057 maschi e 2.951 femmine. Infine, coloro che erano in grado di saper almeno leggere e scrivere erano 33.505, dei quali 18.326 maschi e 15.179 femmine.